# جينجا (أوغندا)
جينجا هي مدينة، تتبع ضاحية جينجا ‏، هي عاصمة ضاحية جينجا ‏، بلغ عدد سكانها 72٬931  نسمة، في 2014.

## مدن توأم
المدن التوأم:
- منطقة بارنت في لندن.

## أعلام
- خالد أوتشو
- شافيق باتامبوزي
- براين أوموني